# خوسيه مانويل مارتينز
خوسيه مانويل مارتينز (2 سبتمبر 1906 سينترا البرتغال - ) هو لاعب كرة قدم برتغالي يلعب كمهاجم، شارك في الألعاب الأولمبية الصيفية 1928.

## وصلات خارجية
- خوسيه مانويل مارتينز على موقع قاعدة بيانات كرة القدم.إي يو (الإنجليزية)
- خوسيه مانويل مارتينز على موقع عالم كرة القدم.نت (الإنجليزية)
- خوسيه مانويل مارتينز على موقع أوليمبيديا (الإنجليزية)